# Котлярова-Прокопенко, Ольга Юрьевна
Ольга Юрьевна Котлярова-Прокопенко (12 февраля 1954) — Заслуженный художник Украины. Кавалер ордена княгини Ольги III степени. Член Национального союза художников Украины (Одесская областная организация союза художников — живописец). Вице-президент Союза маринистов города Одессы. Автор идеи, организатор, руководитель Авторского семейного проекта «Преемственность поколений» 1994—2019; Президент Международного проекта «Преемственность поколений. Под знаком сотворения»; Творческий организатор Международного проекта «Світло Православ’я»; Руководитель Выставочного Арт-центра «Золотые мастера Одессы» в программе «Спаси и Сохрани» Международного фестиваля «Бриллиантовый Дюк»; Член Международной Ассоциации деятелей литературы и искусства Глория/Gloria, Германия-Украина; Действительный член Клуба Успешных женщин «Женщины Украины»; Член Деловые женщины Украины — Ukraine Basiness Women Concil; Амбассадор женского предпринимательства WED 2019; Куратор Международного благотворительного фестиваля искусств к 60-летию Украинского Совета Мира «Украинские сезоны мира 2016—2017» Организатор благотворительных выставок-акций: «Воїни України-захисники миру» Одесский военный госпиталь, 2016; «Одеса-Миколаїв: роман на палітрі» Одесский историко-краеведческий музей, 2017; «Створення весни» Музей изобразительных искусств им. А.Белого, г. Черноморск; «Квітуча Україна» Городская галерея, г. Южный, 2017;
Родилась и творчески работает в Одессе в технике масляной живописи и акварели в жанре пейзажа, натюрморта и портрета. За период творческой деятельности с 1977 года состоялось более 600 Международных, Зарубежных, Национальных, Всеукраинских и областных выставок, в том числе 63 Персональных выставок.
67 произведений Ольги Котляровой-Прокопенко находятся в собрании 30 музеев Украины. Так же работы находятся во многих галереях Украины и других стран мира, в частных коллекциях Франции, Германии, Чехии, Сербии, Польши, Болгарии, России, Израиля, Кубы, Канады, США, Мексики, Испании, Бельгии, Исландии и Голландии.

## Биография
Родилась в Одессе 12 февраля 1954. Окончила Одесское Государственное художественное училище им М. Б. Грекова, преподаватели Борисюк З. Д. и Заслуженный художник Украины Слешинский О. В.. Работает в технике масляной живописи и акварели в жанре пейзажа, натюрморта и портрета. Художница участвовала в более 600 региональных, всеукраинских, зарубежных и международных выставках, среди них 63 персональных выставок.

## 67 работ Ольги Котляровой-Прокопенко находятся в собрании 30 музеях Украины
- Ильичевский музей имени А.Белого;
- Белгород-Днестровский историко-краеведческий музей;
- Одесский музей морского флота Украины;
- Одесский художественный музей;
- Хмельницкий музей современного украинского искусства;
- Одесский историко-краеведческий музей;
- Запорожский художественный музей;
- Днепропетровский художественный музей;
- Черниговский областной художественный музей;
- Донецкий областной художественный музей;
- Горловский художественный музей;
- Центр современного искусства и культуры имени А. И. Куинджи, г. Мариуполь;
- Краматорский художественный музей;
- «Арт-изба» Музей современного искусства. АРК, г. Ялта
- Одесский Дом-музей им. Н. К. Рериха;
- Музей «Христианская Одесса» Свято-Архангело-Михайловский женский монастырь;
- Одесский музей западного и восточного искусства;
- Измаильская картинная галерея;
- Измаильский Музей Придунавья;
- Николаевский Государственный гуманитарный университет им. Петра Могилы. Комплекс «Киево-Могилянской Академии»;
- Одесская Национальная научная библиотека им. М.Горького;
- Мариупольский художественный музей им. А. И. Куинджи;
- Очаковский музей маринистики им. Руфима Судковского;
- Одесский Государственный литературный музей;
- Южненская городская художественная галерея;
- Всеукраинский центр болгарской культуры;
- Всемирный Клуб Одесситов;
- Картинная галерея пгт. Ясени, Закарпатской области;
- Картинная галерея, Ананьевский район;
- Галерея «Навиларт» Болгария;
- Одесский музей западного и восточного искусства
- Галерея «Iris» Барселона;
- Галерея современного искусства Копаоника, Югославия;

## Персональные выставки
- 1977 — Выставка семьи Котляровых, картинная галерея, Умань, Украина
- 1989 — «Годы страны в стране» галерея Кристи Кола, Париж, Франция
- 1989 — Персональная выставка «Манвантара», Белград, Югославия
- 1990 — «Художники Украины», галерея «Рекявка», Варшава, Польша
- 1991 — Выставка произведений одесских художников, Герлитц, Германия
- 1993 — Всеукраинская художественная осенняя выставка, Киев, Украина
- 1993 — Персональная выставка «Пейзаж в творчестве Ольги Котляровой», СХУ, Одесса, Украина
- 1995 — Выставка художников Одессы, Прага, Чехия
- 1996 — Персональная выставка «А сверху виден мир, покрытый облаками», Одесса, Украина
- 1996 — Международная выставка BAZAR GALERIA LAS CASAS, Мехико, Мексика
- 1997 — Festival Palladium Music, Painting, Party, Украина — Италия
- 1997 — Международная выставка Instuto De cultura Tabasco, villahermosa, Мексика
- 1998 — Изжлоба-живопис, Варна, Болгария
- 1998 — Современное искусство «Капаоника», галерея Радомира Величковича, Югославия
- 1999 — Lineart International Art Fair 20-th century, Flanders Expo, Gent, Бельгия
- 1999 — Международная выставка «Arte desde lejos», Мехико, Мексика
- 2002 — Международный «Holland Art Fair 20-th Century Utrecht» Голландия
- 2005 — Международная выставка «Herederos de la Victoria», Мехико, Мексика
- 2008 — Международная выставка «Марина 2008», Одесса, Украина
- 2009 — Персональная выставка «Шорох летящих облаков» Одесса, Украина, Дом-Музей им. Н. К. Рериха

## Награды
- Заслуженный художник Украины (2012)
- Орден княгини Ольги III степени (2018)[1]
- «1000 успешных женщин Украины», International Successful Women’s Club, Рейтинг 2019;
- «100 успешных женщин Одещины», International Successful Women’s Club, Рейтинг 2019;
- Почётной грамотой Одесской областной Государственной администрации, 2019;
- Юбилейной медалью к 100-летию со Дня рождения Ивана Петровича Гайдаенко, 2018;
- «Мастер ассоциации» Содружество деятелей литературы и искусств Глория, 2018;
- «ТОП-100 успешных женщин Украины» Всеукраинского проекта от «ЕАРБ», 2017;
- Медалью «За Гуманизм и Миротворчество», Одесского областного Совета Мира – 2015, 2016;
- Почётным знаком отличия председателя Одесской областной Государственной администрации, 2014;
- «Женщина года «Eurowoman–2013» победитель конкурса в номинации культура и искусство, Клуба успешных женщин - КУЖ;
- Почётной грамотой Одесского областного совета, 2009;
- Лауреатка муниципальной премии «Твои имена Одесса», 2004;